# Droga wojewódzka 273
Die Droga wojewódzka 273 (DW 273) ist eine zehn Kilometer lange Droga wojewódzka (Woiwodschaftsstraße) in der polnischen Woiwodschaft Kujawien-Pommern, die Cierpice mit Mała Nieszawka verbindet. Die Strecke liegt im Powiat Toruński und in der kreisfreien Stadt Toruń.

## Streckenverlauf
Woiwodschaft Kujawien-Pommern, Powiat Toruński
-  Cierpice (Schirpitz) (DK 10, DW 200)
- Wielka Nieszawka (Groß Nessau)
-  Mała Nieszawka (DW 257)

Woiwodschaft Kujawien-Pommern, Kreisfreie Stadt Toruń
-  Toruń (Thorn) (A 1, S 10, DK 10, DK 15, DK 80, DK 91, DW 257, DW 553, DW 585, DW 654)